# Smart Forfour
La Smart Forfour est une voiture citadine produite par Smart entre avril 2004 et juin 2006. Une seconde génération est produite de 2014 à 2021 sur la base de la Renault Twingo III.

## Première génération

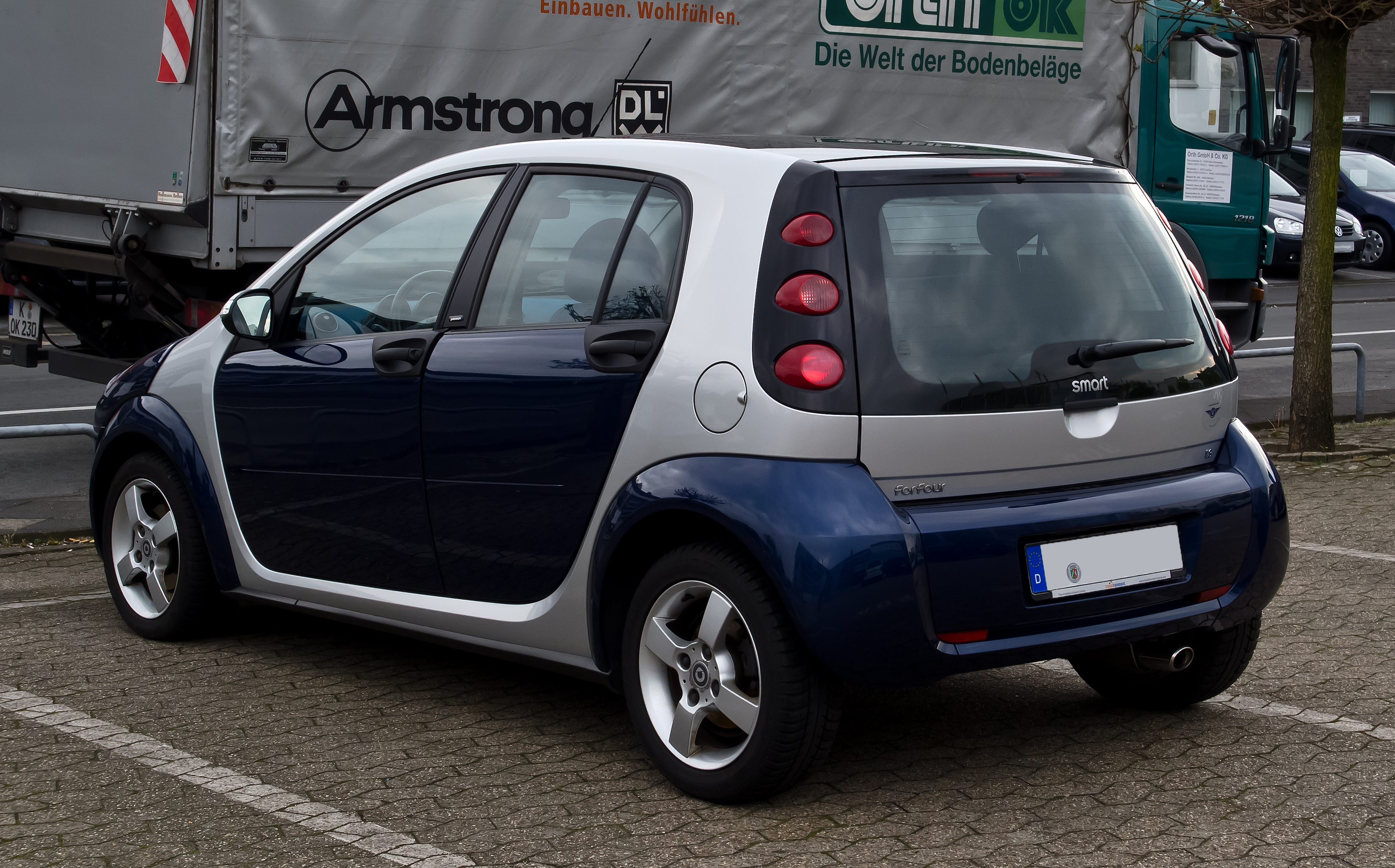

Contrairement aux autres modèles de la marque, la Forfour est plus conventionnelle : c'est une cinq portes avec un hayon, disponible en quatre ou cinq places assises (banquette arrière différente).
Comme sur toute la gamme Smart, il existe différents niveaux d'équipement, qui sont, par ordre croissant de confort, Pure, Pulse, Passion, ainsi que diverses séries spéciales.

### Production, versions
Elle est produite dans l'usine Nedcar aux Pays-Bas en partenariat avec Mitsubishi Motors. Pour réduire les coûts de fabrication, la Forfour partage beaucoup de ses pièces avec la Mitsubishi Colt de 2003 (châssis, suspensions…).
Plusieurs motorisations sont disponibles, en trois ou quatre cylindres, d'origine Mercedes-Benz ou Mitsubishi. Les motorisations diesel arrivent dans un second temps, en août 2004 :
- Moteurs Mitsubishi : 1,1 litre essence 3 cylindres, 1,3 litre essence 4 cylindres, 1,5 litre essence 109 ch et 1,5 litre turbocompressé de 177 ch
- Moteur Mercedes-Benz : 1,5 litre trois cylindres CDi, diesel 95 ch (5 CV) ou 68 ch(4 CV) (même motorisation, modification au niveau gestion électronique)

Il existe plusieurs types de transmissions : boîte de vitesses manuelle, boîte automatique, boîte de vitesses séquentielle, séquentielle plus automatique 6 vitesses avec palettes au volant en option ou 5 vitesses. Ces boîtes de vitesses se nomment Softouch et Softip pour les boîtes séquentielles et robotisées.
Une version Brabus est disponible en 2005, motorisée par un moteur Mitsubishi turbo essence 1,5 litre de 177 ch, soit plus que sur la version sportive de la Mitsubishi Colt, atteignant le 0 à 100 km/h en 6,9 secondes et une vitesse de pointe de 221 km/h. Cette version est équipée d'une boîte manuelle 5 vitesses, de jantes Brabus 17 pouces et d'un kit carrosserie.

### Caractéristiques techniques
| Coupe                      | 1.0                              | 1.1                               | 1.1                               | 1.3                               | 1.3                               | 1.5                               | 1.5                               | 1.5                               | 1.5                               | 1.5                               | 1.5                               | 1.5                               |
| -------------------------- | -------------------------------- | --------------------------------- | --------------------------------- | --------------------------------- | --------------------------------- | --------------------------------- | --------------------------------- | --------------------------------- | --------------------------------- | --------------------------------- | --------------------------------- | --------------------------------- |
| Cylindrée (en cm3)         | 1 124                            | 1 124                             | 1 124                             | 1 332                             | 1 332                             | 1 468                             | 1 468                             | 1 468                             | 1 493                             | 1 493                             | 1 493                             | 1 493                             |
| Puissance maxi             | 64 ch au régime de 5 500 tr/min  | 75 ch au régime de 6 000 tr/min   | 75 ch au régime de 6 000 tr/min   | 95 ch au régime de 6 000 tr/min   | 95 ch au régime de 6 000 tr/min   | 109 ch au régime de 6 000 tr/min  | 109 ch au régime de 6 000 tr/min  | 177 ch au régime de 6 000 tr/min  | 68 ch au régime de 4 000 tr/min   | 68 ch au régime de 4 000 tr/min   | 95 ch au régime de 4 000 tr/min   | 95 ch au régime de 4 000 tr/min   |
| Couple maxi                | 92 N m au régime de 2 500 tr/min | 100 N m au régime de 3 500 tr/min | 100 N m au régime de 3 500 tr/min | 125 N m au régime de 4 000 tr/min | 125 N m au régime de 4 000 tr/min | 145 N m au régime de 4 000 tr/min | 145 N m au régime de 4 000 tr/min | 230 N m au régime de 3 500 tr/min | 160 N m au régime de 1 550 tr/min | 160 N m au régime de 1 550 tr/min | 210 N m au régime de 1 800 tr/min | 210 N m au régime de 1 800 tr/min |
| Boîte de vitesses          | BVM5                             | BVM5                              | BVA6                              | BVM5                              | BVA6                              | BVM5                              | BVA6                              | BVM5                              | BVM5                              | BVA6                              | BVM5                              | BVA6                              |
| Vitesse maxi (en km/h)     | 158                              | 165                               | 165                               | 180                               | 180                               | 190                               | 190                               | 221                               | 160                               | 160                               | 180                               | 180                               |
| 0-100 km/h (en s)          | 15,3                             | 13,4                              | 13,4/13,5                         | 10,8                              | 10,8                              | 9,8                               | 9,8/10                            | 6,9                               | 13,9                              | 13,9                              | 10,5                              | 10,5                              |
| Consommation (en L/100 km) | 5,4                              | 5,5                               | 5,5                               | 5,8                               | 5,6                               | 5,9                               | 5,8                               | 6,8                               | 4,6                               | 4,4                               | 4,6                               | 4,4                               |
| Émissions de CO2 (en g/km) | 128                              | 130                               | 130                               | 138                               | 133                               | 140                               | 139                               | 159                               | 121                               | 121                               | 121                               | 121                               |

## Deuxième génération
La seconde génération de Smart Forfour est développée avec le constructeur français Renault et basée sur la Twingo de 3e génération.
Les Smart Forfour II et Fortwo III sont déclinées en version Brabus comme les précédentes générations.

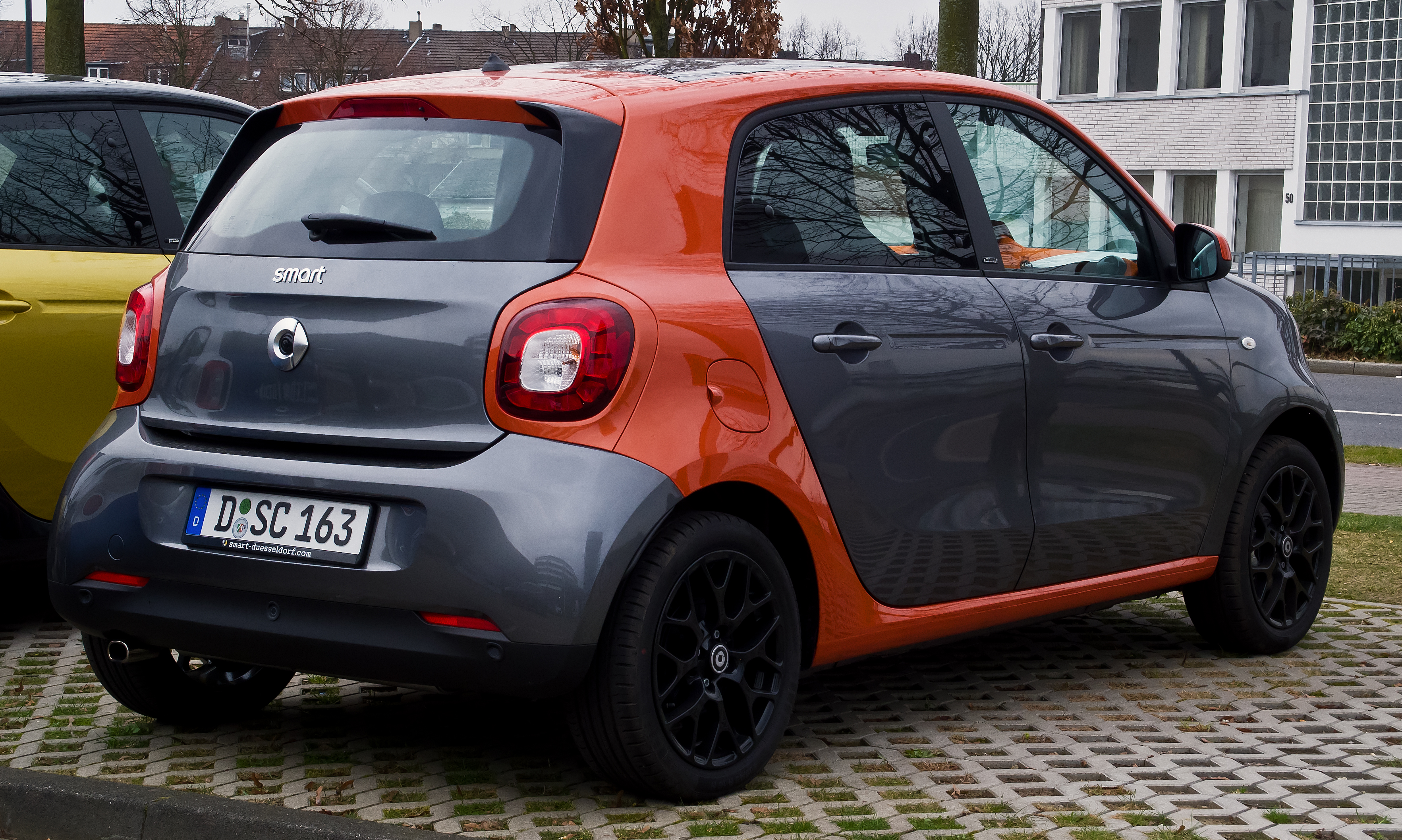
Smart Forfour 1.0 Edition
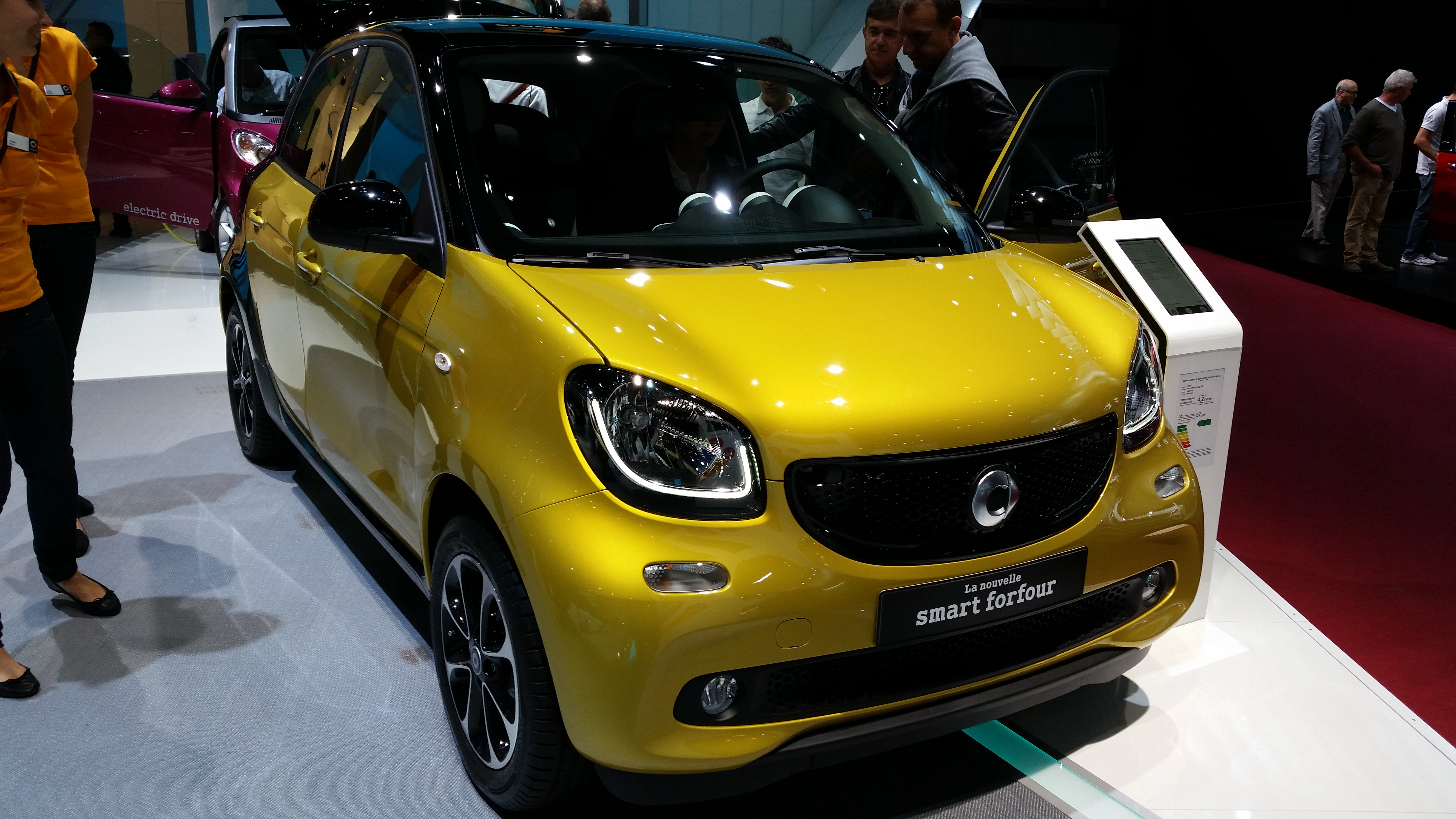
Smart Forfour (2014) - Avant
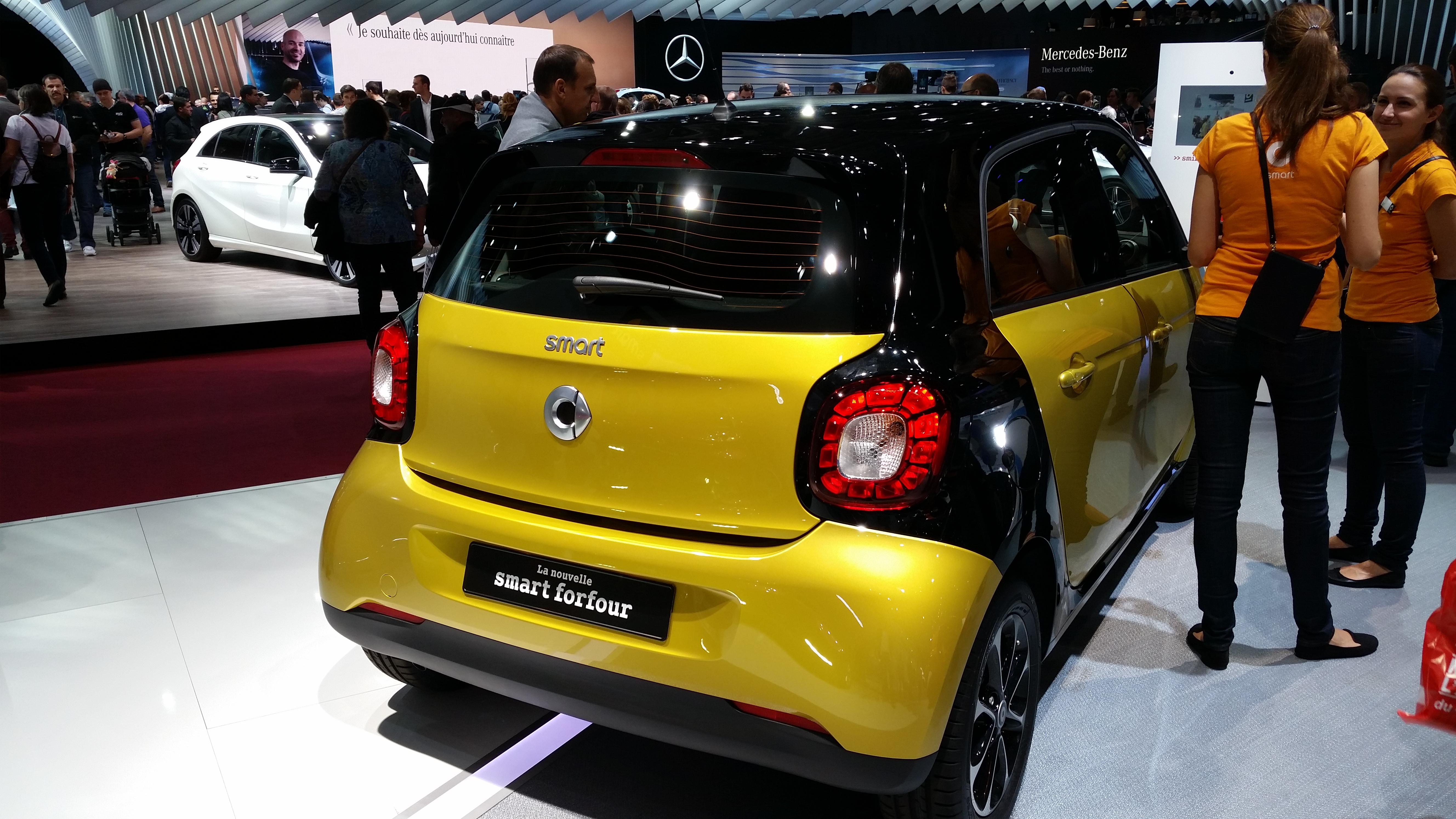
Smart Forfour (2014) - Arrière

### Smart Forfour EQ
Smart décline la Forfour avec une motorisation 100 % électrique, dérivée de la Renault Zoe et identique à la Fortwo, équipée d'un moteur électrique de 82 ch (60 kW) et 160 N m de couple associé à une batterie lithium-ion de 17,6 kWh.
Les Smart Fortwo et Forfour sont restylées en septembre 2019. Elles abandonnent les versions thermiques en se recentrant dans leurs déclinaisons électriques. La face avant est inspirée de celle des concept-cars Smart Forease/Forease+. La grande calandre est fermée en raison d'entrées d'air verticales, les optiques intègrent des feux à LED par le biais du bouclier qui ajoute les feux antibrouillard. À l'arrière, la signature lumineuse et le bouclier sont revus.
La production prend fin au second semestre 2021, après 248 856 Forfour produites (dont 32 326 modèles électriques, soit un peu moins de 15% de la production totale.

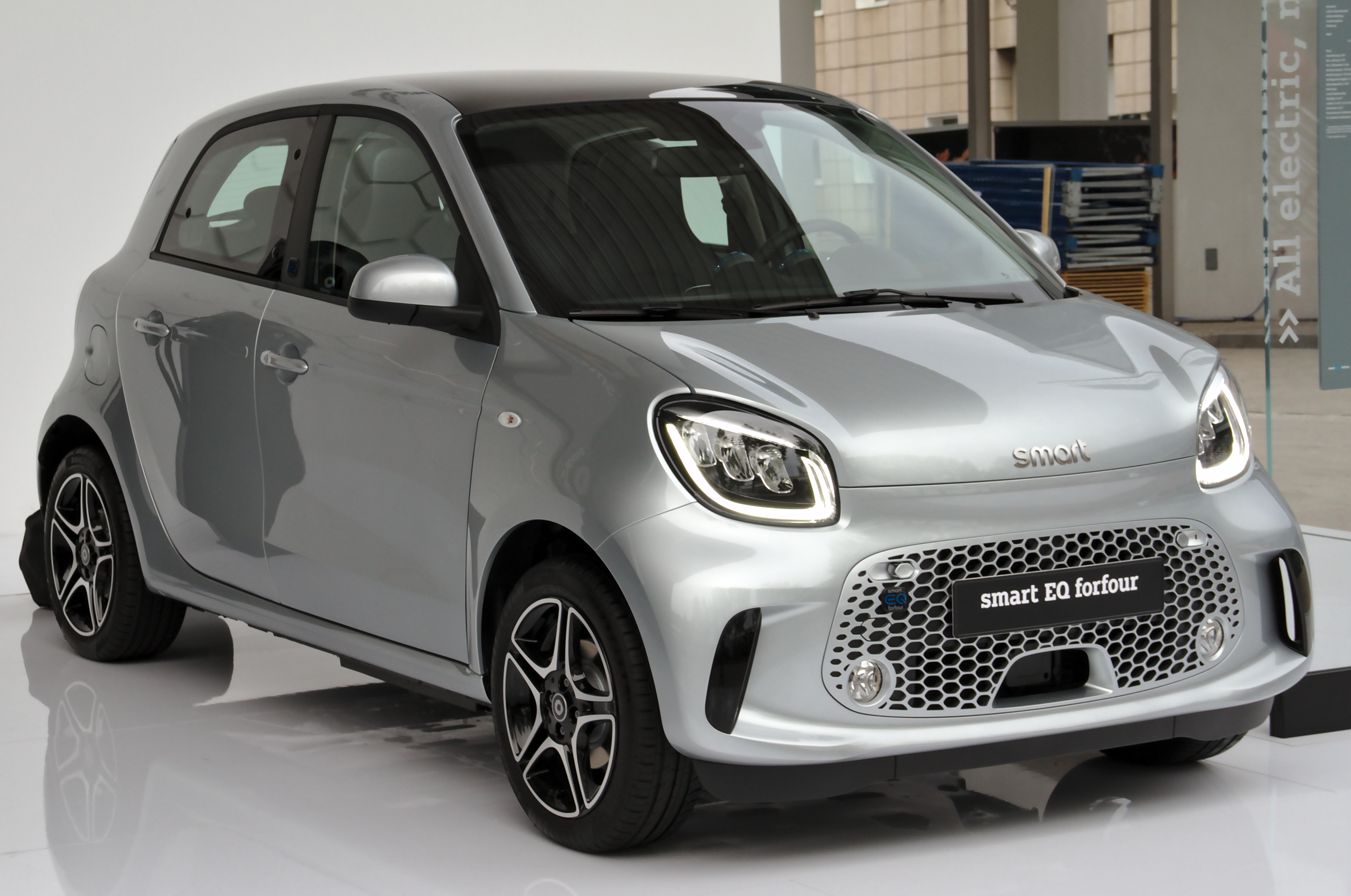
Smart EQ Forfour (2019) - Avant
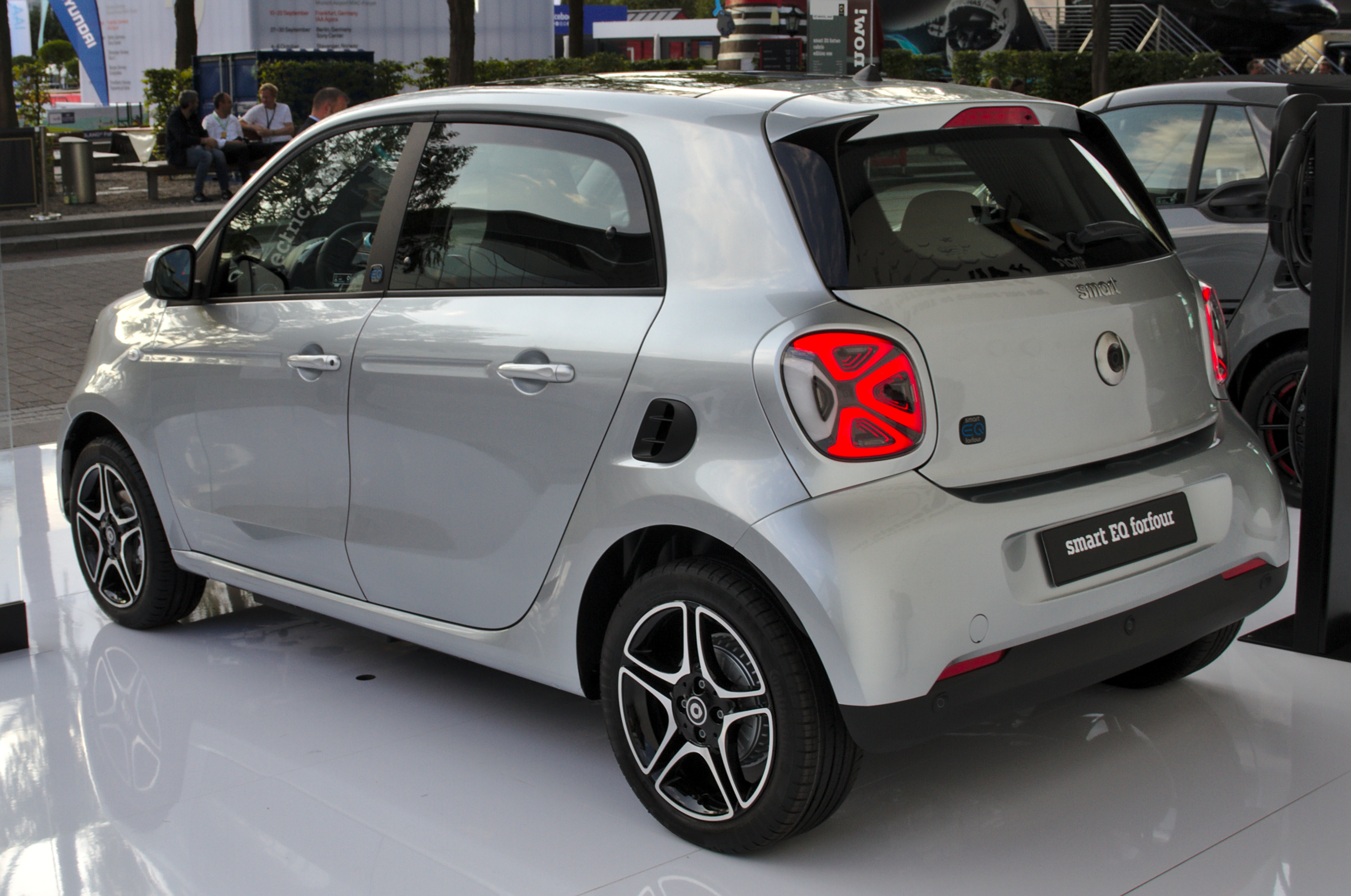
Smart EQ Forfour (2019) - Arrière

### Motorisations
|                            | 1.0 Sce                          | 1.0 Sce                          | 1.0 Sce                          | 0.9 Tce                           | 0.9 Tce                          | EQ                                    |
| -------------------------- | -------------------------------- | -------------------------------- | -------------------------------- | --------------------------------- | -------------------------------- | ------------------------------------- |
| Cylindrée (en cm3)         | 999                              | 999                              | 999                              | 898                               | 898                              |                                       |
| Puissance maximale         | 61 ch au régime de 6 000 tr/min  | 71 ch au régime de 6 000 tr/min  | 71 ch au régime de 6 000 tr/min  | 90 ch au régime de 5 500 tr/min   | > 100 ch au régime de ????tr/min | 88 ch (60 kW) au régime de ????tr/min |
| Couple maximal             | 91 N m au régime de 2 850 tr/min | 91 N m au régime de 2 850 tr/min | 91 N m au régime de 2 850 tr/min | 135 N m au régime de 2 500 tr/min | ???N m au régime de ????tr/min   | 160 N m au régime de ????tr/min       |
| Boîte de vitesses          | BVM5                             | BVM5                             | EDC6                             | BVM5                              |                                  | BVA                                   |
| Vitesse maximale (en km/h) | 151                              | 151                              | 151                              | 165                               |                                  | 130                                   |
| 0-100 km/h                 | 16,7                             | 15,9                             | 16,9                             | 11,2                              |                                  | 11,5                                  |
| Consommation (en L/100 km) | 4,2                              | 4,2                              | 4,2                              | 4,3                               |                                  | 21,5 kWh                              |
| Émissions de CO2 (en g/km) | 108                              | 97                               | 96                               | 98                                |                                  | 0                                     |